# Liste des lieux patrimoniaux de Laval
Cet article concerne la ville canadienne. Pour la ville française, voir Liste des monuments historiques de Laval.
Cet article recense les lieux patrimoniaux de Laval inscrit au répertoire des lieux patrimoniaux du Canada, qu'ils soient de niveau provincial, fédéral ou municipal.

## Liste des lieux patrimoniaux
- Haut – A
- B
- C
- D
- E
- F
- G
- H
- I
- J
- K
- L
- M
- N
- O
- P
- Q
- R
- S
- T
- U
- V
- W
- X
- Y
- Z
- 0-9

| [ 1 ] | Lieu patrimonial                  | Illustration                      | Adresse                            | Coordonnées          | No    | Constr. | Prot.       | Rec.             | Notes |
| ----- | --------------------------------- | --------------------------------- | ---------------------------------- | -------------------- | ----- | ------- | ----------- | ---------------- | ----- |
| F     | Bloc principal                    | Bloc principal                    |                                    | 45.617054 -73.646421 | 11094 |         | ÉFP reconnu | 7 février 1991   | [ 3 ] |
| P     | Église de Sainte-Rose-de-Lima     | Église de Sainte-Rose-de-Lima     | 219, boulevard Sainte-Rose         | 45.61386 -73.78708   | 10548 |         | MH reconnu  | 27 décembre 1974 |       |
| P     | Maison André-Benjamin-Papineau    | Maison André-Benjamin-Papineau    | 5475, boulevard Saint-Martin Ouest | 45.54047 -73.79153   | 6931  |         | MH classé   | 27 décembre 1974 | [ 4 ] |
| P     | Maison Charbonneau                | Maison Charbonneau                | 8740, boulevard des Mille-Îles     | 45.69306 -73.57928   | 7032  |         | MH classé   | 5 octobre 1977   | [ 5 ] |
| P     | Maison Joseph-Labelle             | Maison Joseph-Labelle             | 570, boulevard des Mille-Îles      | 45.66275 -73.74036   | 7033  |         | MH classé   | 8 octobre 1975   | [ 5 ] |
| P     | Maison Pierre-Paré                | Maison Pierre-Paré                | 4730, rang du Haut-Saint-François  | 45.63697 -73.67006   | 8078  |         | MH reconnu  | 16 février 1976  |       |
| P     | Maison Therrien                   | Maison Therrien                   | 9770, boulevard des Mille-Îles     | 45.69894 -73.55765   | 7028  |         | MH classé   | 28 août 1974     | [ 4 ] |
| F     | Pénitencier Saint-Vincent-de-Paul | Pénitencier Saint-Vincent-de-Paul | 160, montée Saint-François         | 45.617054 -73.646421 | 12742 |         | LHN         | 23 février 1990  |       |
| F     | Tours                             | Tours                             |                                    | 45.61672 -73.645     | 11042 |         | ÉFP reconnu | 7 février 1991   | [ 3 ] |